# Шарлотта Французька
Шарло́тта Францу́зька (23 жовтня 1516, Амбуаз — 18 вересня 1524, Сен-Жермен-ан-Ле) — друга дитина і друга дочка короля Франції Франциска I і його першої дружини, герцогині Бретані Клавдії І.

## Біографія

### Народження

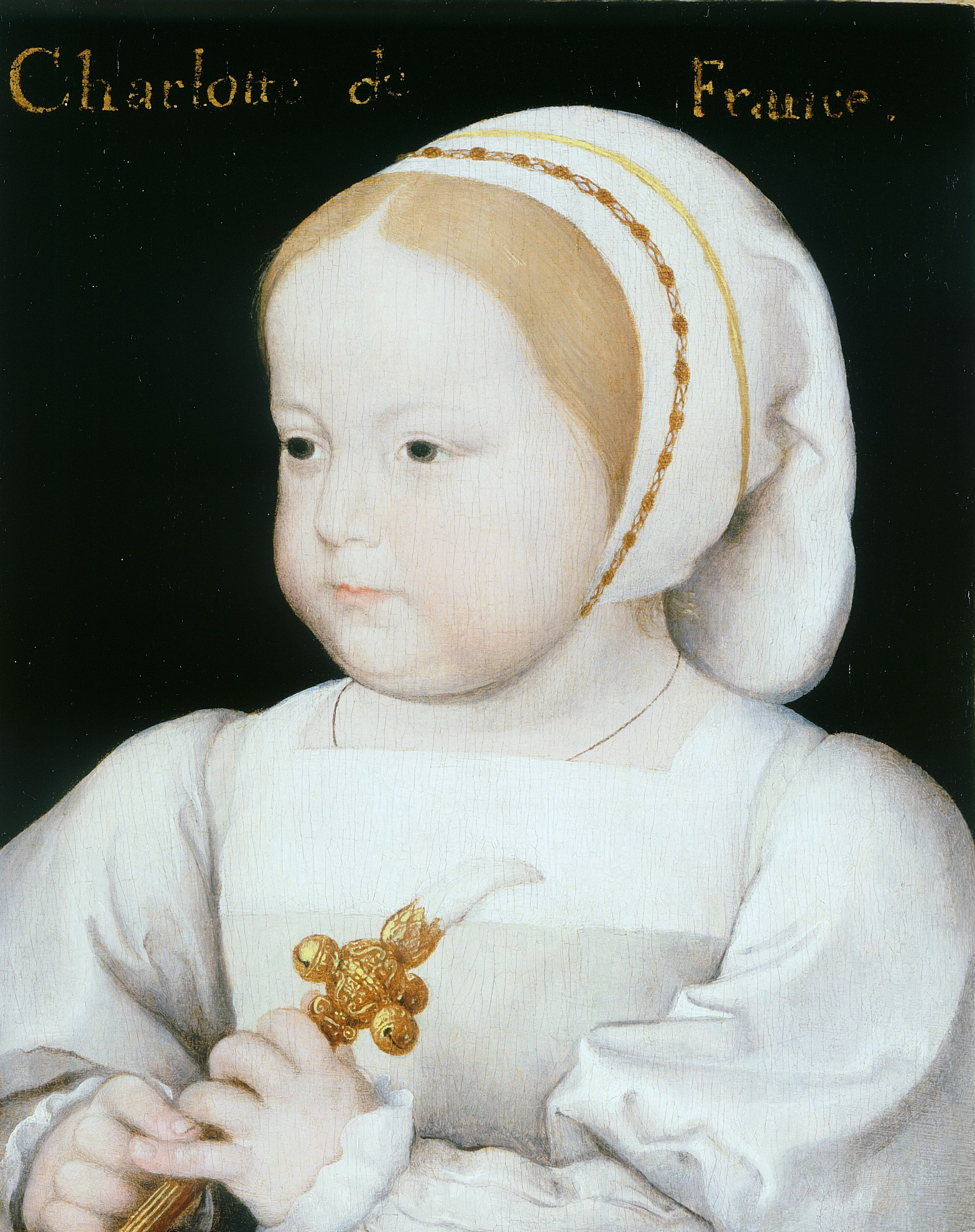
Шарлотта у віці двох років

Шарлотта народилася 23 жовтня 1516 р. в Амбуазькому замку. Дівчинка була другою із десяти дітей короля Франції Франциска I і його першої дружини, герцогині Бретані Клавдії І. Вона була красивою дитиною з зеленувато-блакитними очима, і яскравим рудим волоссям, особливість успадкувала від своєї бабусі Анни Бретонської. Вона живе щасливе дитинство до березня 1519 році в замку Амбуаз, а потім в замку Сен-Жермен-ан-Ле, до самої смерті.

### Заручини
21 вересня 1518 року помирає старша сестра Шарлотти Луїза, яка згідно Нойонського договору з 1516 була заручена з королем Арагону Карлом І. Франциск І уклав цей договір для того, щоб остаточно закріпити за собою Міланське герцогство, смерть Луїзи анулювала заручини. Король уклав новий договір, згідно з яким новою нареченою Карла стала Шарлотта, Арагонському королю було 19 років, а Шарлотті не виповнилося й 3-х років, У віці 12-ти років дівчинка мала відправитися до нареченого і стати його дружиною. Того ж року Карл став імператором Священної Римської імперії під ім'ям Карла V, його могутність в Європі зростала. Шарлотта була улюбленицею батька, він гордився тим, що його дочка стане імператрицею, адже це відкривало шлях французам до підкорення всієї Італії. Вихованням Шарлотти займалися найосвіченіші жінки Франції: бабуся Луїза і тітка Маргарита. Франциск в вільний час розвивав її навички та інтерес до політики. Серед своїх братів і сестер вона і її брат Франциск були в центрі уваги. Під час життя Шарлотти між Францією і імперією зберігались мирні відносини.

### Смерть
Тендітна Шарлотта у віці семи років захворіла на кір. Її матір Клавдія померла 20 липня 1524 під час пологів, батько Франциск I, поїхав на майбутню битву при Павії, Бабуся Шарлотти Луїза Савойська захворіла приблизно в той же час. Єдиною людиною, яка доглядала за Шарлоттою під час хвороби, була її тітка Маргарита. Саме вона була поряд з Шарлоттою під час її смерті. Смерть Шарлотти стало найбільшим ударом для її батька, оскільки разом із цим померли всі його надії на підкорення Італії, у дворі її смерть викликала щиру скорботу.

## Генеалогія
| Жан Ангулемський | Жан Ангулемський | Жан Ангулемський | Жан Ангулемський | Жан Ангулемський  | Жан Ангулемський  |                   |                   | Маргарита де Роган | Маргарита де Роган | Маргарита де Роган | Маргарита де Роган | Маргарита де Роган | Маргарита де Роган |            |            | Філіп II   | Філіп II   | Філіп II | Філіп II | Філіп II        | Філіп II        |                 |                 | Маргарита де Бурбон | Маргарита де Бурбон | Маргарита де Бурбон | Маргарита де Бурбон | Маргарита де Бурбон | Маргарита де Бурбон |  |  | Карл | Карл | Карл | Карл | Карл        | Карл        |             |             | Марія Клевська | Марія Клевська | Марія Клевська | Марія Клевська | Марія Клевська  | Марія Клевська  |                 |                 | Франциск II     | Франциск II     | Франциск II | Франциск II | Франциск II     | Франциск II     |                 |                 | Маргарита де Фуа | Маргарита де Фуа | Маргарита де Фуа | Маргарита де Фуа | Маргарита де Фуа | Маргарита де Фуа |  |  |
| Жан Ангулемський | Жан Ангулемський | Жан Ангулемський | Жан Ангулемський | Жан Ангулемський  | Жан Ангулемський  |                   |                   | Маргарита де Роган | Маргарита де Роган | Маргарита де Роган | Маргарита де Роган | Маргарита де Роган | Маргарита де Роган |            |            | Філіп II   | Філіп II   | Філіп II | Філіп II | Філіп II        | Філіп II        |                 |                 | Маргарита де Бурбон | Маргарита де Бурбон | Маргарита де Бурбон | Маргарита де Бурбон | Маргарита де Бурбон | Маргарита де Бурбон |  |  | Карл | Карл | Карл | Карл | Карл        | Карл        |             |             | Марія Клевська | Марія Клевська | Марія Клевська | Марія Клевська | Марія Клевська  | Марія Клевська  |                 |                 | Франциск II     | Франциск II     | Франциск II | Франциск II | Франциск II     | Франциск II     |                 |                 | Маргарита де Фуа | Маргарита де Фуа | Маргарита де Фуа | Маргарита де Фуа | Маргарита де Фуа | Маргарита де Фуа |  |  |
|                  |                  |                  |                  |                   |                   |                   |                   |                    |                    |                    |                    |                    |                    |            |            |            |            |          |          |                 |                 |                 |                 |                     |                     |                     |                     |                     |                     |  |  |      |      |      |      |             |             |             |             |                |                |                |                |                 |                 |                 |                 |                 |                 |             |             |                 |                 |                 |                 |                  |                  |                  |                  |                  |                  |  |  |
|                  |                  |                  |                  | Карл Ангулемський | Карл Ангулемський | Карл Ангулемський | Карл Ангулемський | Карл Ангулемський  | Карл Ангулемський  |                    |                    |                    |                    |            |            |            |            |          |          | Луїза Савойська | Луїза Савойська | Луїза Савойська | Луїза Савойська | Луїза Савойська     | Луїза Савойська     |                     |                     |                     |                     |  |  |      |      |      |      | Людовік XII | Людовік XII | Людовік XII | Людовік XII | Людовік XII    | Людовік XII    |                |                |                 |                 |                 |                 |                 |                 |             |             | Анна Бретонська | Анна Бретонська | Анна Бретонська | Анна Бретонська | Анна Бретонська  | Анна Бретонська  |                  |                  |                  |                  |  |  |
|                  |                  |                  |                  | Карл Ангулемський | Карл Ангулемський | Карл Ангулемський | Карл Ангулемський | Карл Ангулемський  | Карл Ангулемський  |                    |                    |                    |                    |            |            |            |            |          |          | Луїза Савойська | Луїза Савойська | Луїза Савойська | Луїза Савойська | Луїза Савойська     | Луїза Савойська     |                     |                     |                     |                     |  |  |      |      |      |      | Людовік XII | Людовік XII | Людовік XII | Людовік XII | Людовік XII    | Людовік XII    |                |                |                 |                 |                 |                 |                 |                 |             |             | Анна Бретонська | Анна Бретонська | Анна Бретонська | Анна Бретонська | Анна Бретонська  | Анна Бретонська  |                  |                  |                  |                  |  |  |
|                  |                  |                  |                  |                   |                   |                   |                   |                    |                    |                    |                    |                    |                    |            |            |            |            |          |          |                 |                 |                 |                 |                     |                     |                     |                     |                     |                     |  |  |      |      |      |      |             |             |             |             |                |                |                |                |                 |                 |                 |                 |                 |                 |             |             |                 |                 |                 |                 |                  |                  |                  |                  |                  |                  |  |  |
|                  |                  |                  |                  |                   |                   |                   |                   |                    |                    |                    |                    | Франциск I         | Франциск I         | Франциск I | Франциск I | Франциск I | Франциск I |          |          |                 |                 |                 |                 |                     |                     |                     |                     |                     |                     |  |  |      |      |      |      |             |             |             |             |                |                |                |                | Клод Французька | Клод Французька | Клод Французька | Клод Французька | Клод Французька | Клод Французька |             |             |                 |                 |                 |                 |                  |                  |                  |                  |                  |                  |  |  |
|                  |                  |                  |                  |                   |                   |                   |                   |                    |                    |                    |                    | Франциск I         | Франциск I         | Франциск I | Франциск I | Франциск I | Франциск I |          |          |                 |                 |                 |                 |                     |                     |                     |                     |                     |                     |  |  |      |      |      |      |             |             |             |             |                |                |                |                | Клод Французька | Клод Французька | Клод Французька | Клод Французька | Клод Французька | Клод Французька |             |             |                 |                 |                 |                 |                  |                  |                  |                  |                  |                  |  |  |
|                  |                  |                  |                  |                   |                   |                   |                   |                    |                    |                    |                    |                    |                    |            |            |            |            |          |          |                 |                 |                 |                 |                     |                     |                     |                     |                     |                     |  |  |      |      |      |      |             |             |             |             |                |                |                |                |                 |                 |                 |                 |                 |                 |             |             |                 |                 |                 |                 |                  |                  |                  |                  |                  |                  |  |  |
|                  |                  |                  |                  |                   |                   |                   |                   |                    |                    |                    |                    |                    |                    |            |            |            |            |          |          |                 |                 |                 |                 |                     |                     |                     |                     | Шарлотта            |                     |  |  |      |      |      |      |             |             |             |             |                |                |                |                |                 |                 |                 |                 |                 |                 |             |             |                 |                 |                 |                 |                  |                  |                  |                  |                  |                  |  |  |